# Boeing 707
El Boeing 707 és un avió de reacció comercial de quatre motors desenvolupat per Boeing a principis de la dècada del 1950. Boeing lliurà un total de 1.010 Boeing 707, que dominaren el transport aeri de passatgers a la dècada del 1960 i continuaren sent comuns durant la dècada del 1970. Boeing també oferí una versió més petita i ràpida de l'avió, venuda com a Boeing 720.
Tot i que no fou el primer avió de reacció comercial en entrar en servei (aquesta distinció pertany al de Havilland Comet), el 707 fou el primer a tenir èxit comercial, i es considera que és l'avió que va inaugurar l'època dels Jets. Establí Boeing com un dels més grans fabricants d'avions per a passatgers, i conduí a la posterior sèrie d'avions amb designacions 7x7.

## Disseny i desenvolupament
Donat que Boeing ja tenia experiència en avions militars a reacció, amb l'XB-47 o l'XB-52 Stratofortress aviat va decidir investigar per construir un cuadrireactor civil partint del B-52. El 20 de maig de 1952 Boeing va decidir construir un prototip del 707 que va ser conegut com a 367-80 i va volar per primer cop el 15 de juliol de 1954 a Renton, a prop de Seattle. Aquest prototipus, anomenat també Dash 80, estava propulsat per un Pratt & Whitney JT3C de 4.500 kg d'empenyiment. La posada a punt no va ser fàcil degut a problemes desconeguts fins a l'època a causa de les mides, l'estructura metàl·lica flexible i les ales en fletxa.
L'aparell va ser presentat pel pilot de proves de Boeing, Tex Johnston, fent figures acrobàtiques i les comandes van començar a arribar de diferents països i companyies. Els primers models del 707 no eren transatlàntics però aviat es va ampliar la capacitat dels dipòsits de combustible i el nombre de seients, establint Pan American, el 26 d'octubre de 1958, el primer servei diari Estats Units - Europa, entre Nova York i Londres, amb una duració de vol dos cops menor i una tripulació de tres persones menys que la dels avions d'hèlix, el que va fer que la seva popularitat creixés entre totes les companyies del món.

## Ordres i entregues

### Entregues

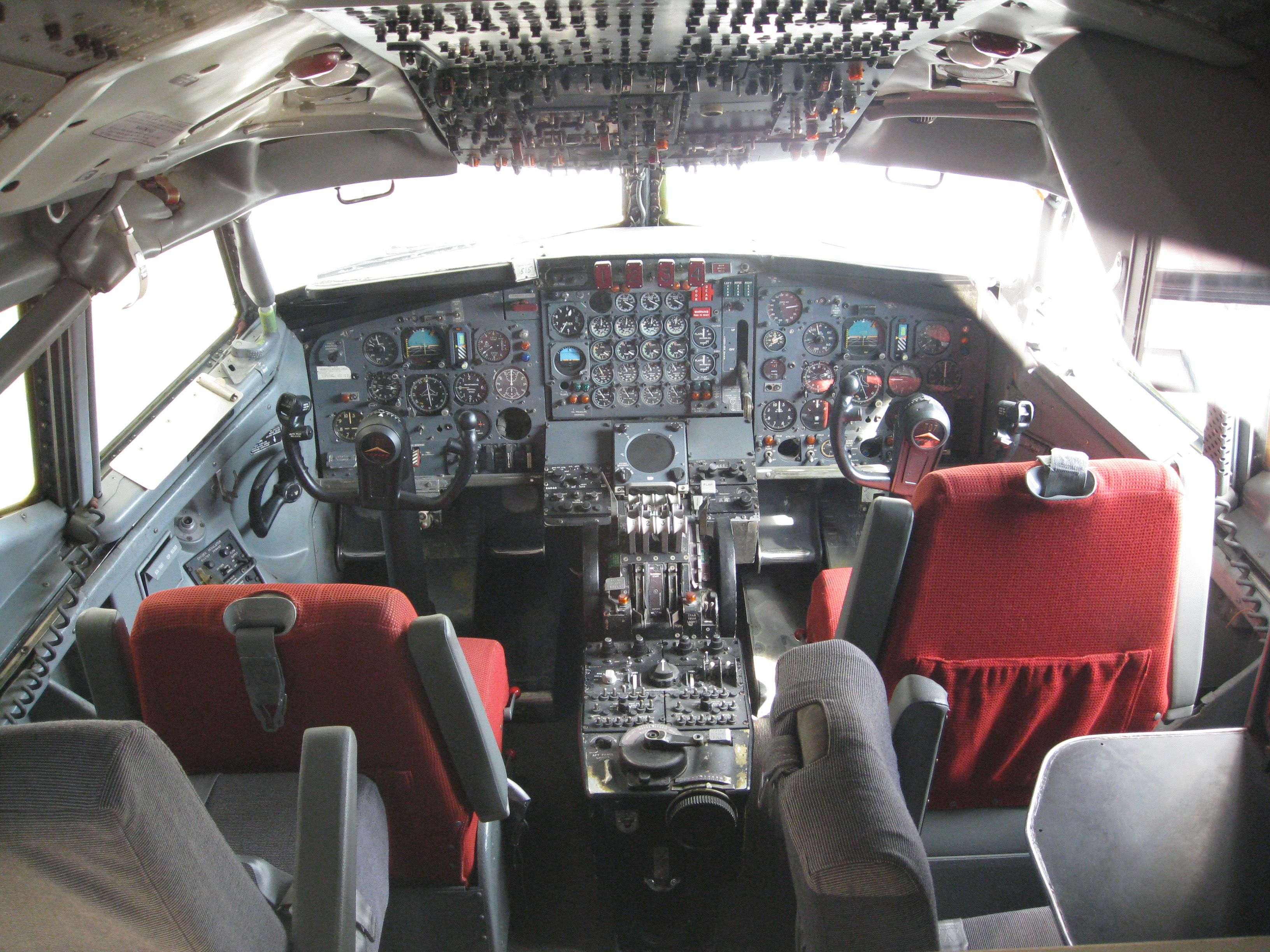
Cabina de vol d'un Boeing 707-123B.

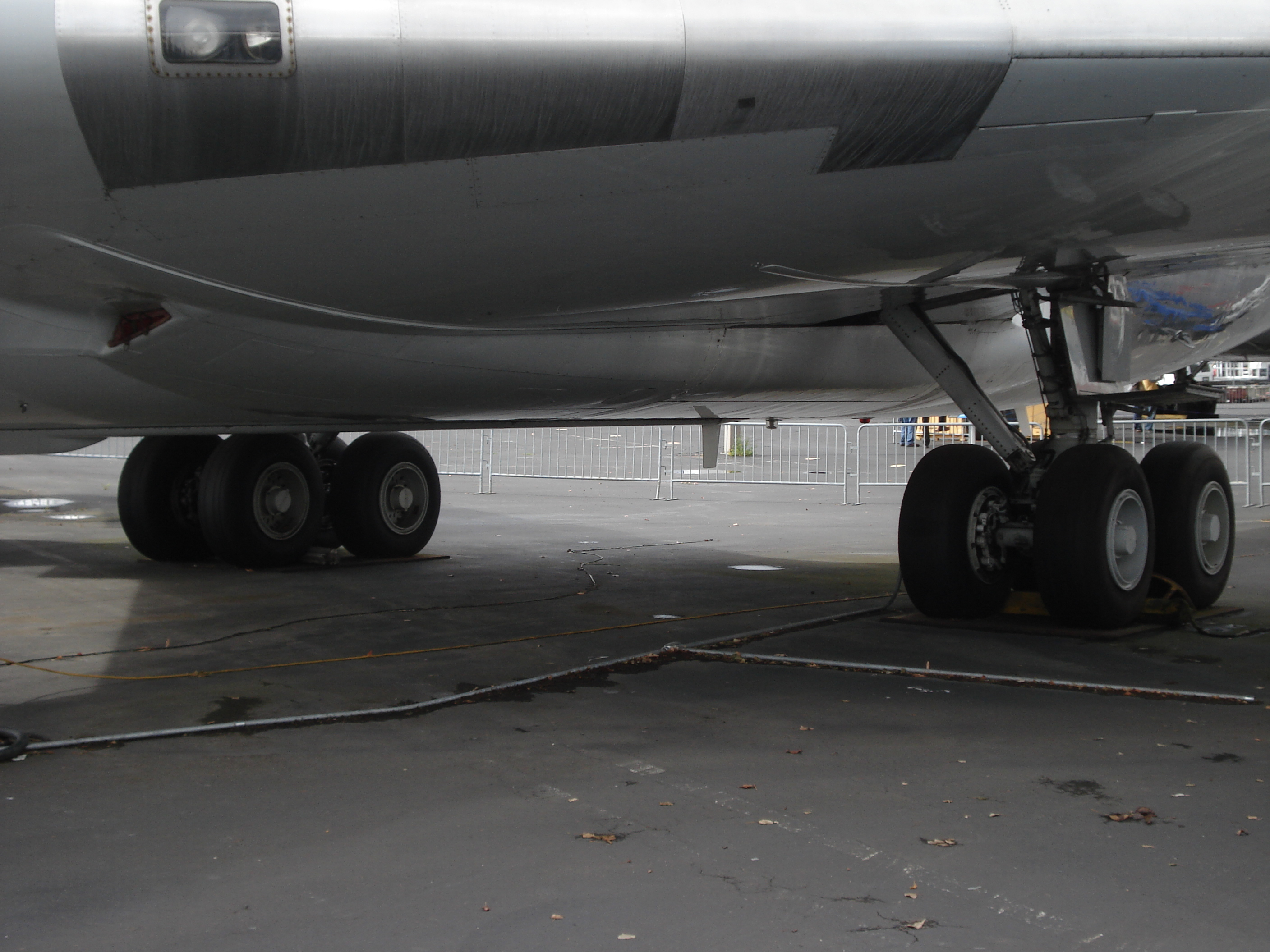
Un dels trens d'aterratge principals d'un 707-120.

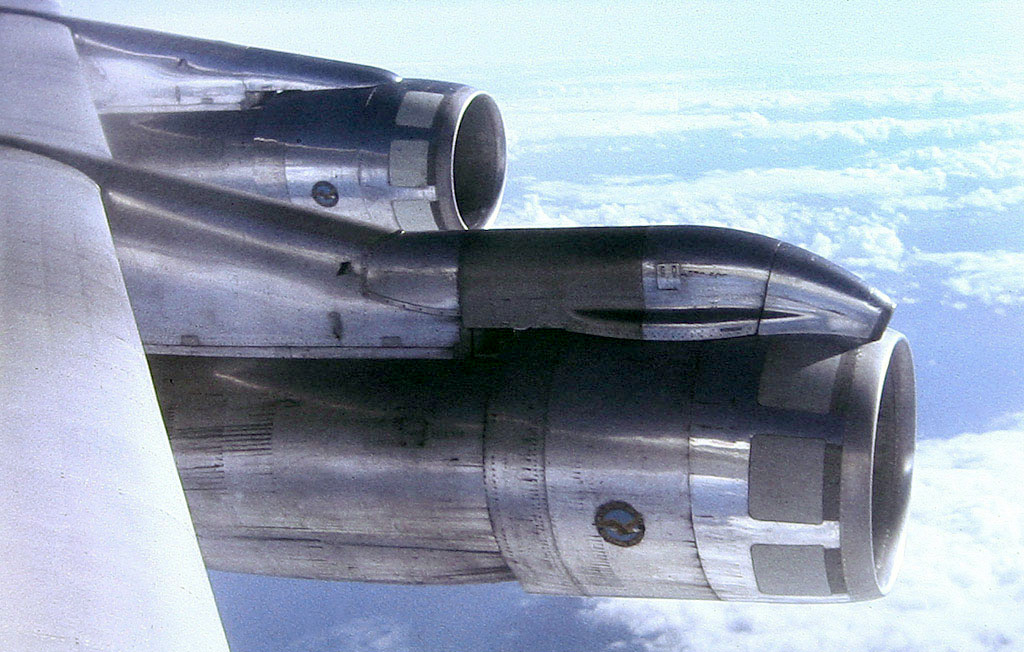
Vista dels motors de reacció número 1 (extrem esquerre) i 2 a babord d'un Boeing 707-320C.

| 1994 | 1993 | 1992 | 1991 | 1990 | 1989 | 1988 | 1987 | 1986 | 1985 | 1984 | 1983 | 1982 | 1981 | 1980 | 1979 | 1978 | 1977 | 1976 | Total |
| ---- | ---- | ---- | ---- | ---- | ---- | ---- | ---- | ---- | ---- | ---- | ---- | ---- | ---- | ---- | ---- | ---- | ---- | ---- | ----- |
| 1    | 1    | 5    | 14   | 4    | 5    | 0    | 9    | 4    | 3    | 8    | 8    | 8    | 2    | 3    | 6    | 13   | 8    | 9    | 1011  |
| 1975 | 1974 | 1973 | 1972 | 1971 | 1970 | 1969 | 1968 | 1967 | 1966 | 1965 | 1964 | 1963 | 1962 | 1961 | 1960 | 1959 | 1958 | 1957 |       |
| 7    | 21   | 11   | 4    | 10   | 19   | 59   | 111  | 118  | 83   | 61   | 38   | 34   | 68   | 80   | 91   | 77   | 8    | 0    |       |

## Cultura popular
En els simuladors de vol existeixen una o més variants del Boeing 707, com el simulador de vol de codi obert FlightGear, així com en el sector comercial.

## Especificacions
|                                                   | 720 (707-020)                     | 707-120B                          | 707-320B                                                       |
| ------------------------------------------------- | --------------------------------- | --------------------------------- | -------------------------------------------------------------- |
| Tripulació de cabina                              | Tres                              | Tres                              | Tres                                                           |
| Passatgers                                        | 140                               | 110 (2 classes) 179 (1 classe)    | 147 (2 classes) 202 (1 classe)                                 |
| Longitud                                          | 41,25 m                           | 44,07 m                           | 46,61 m                                                        |
| Envergadura alar                                  | 39,90 m                           | 39,90 m                           | 44,42 m                                                        |
| Altura a la cua                                   | 12,65 m                           | 12,93 m                           | 12,93 m                                                        |
| Pes màxim a l'enlairament                         | 100.800 kg                        | 116.570kg                         | 151.320 kg                                                     |
| Pes en buit                                       | 46.785 kg                         | 55.580 kg                         | 66.406 kg                                                      |
| Recorregut en pista a l'enlairament amb pes màxim | 2.515 m                           | 3.330 m                           | 3.280 m                                                        |
| Capacitat de combustible                          | 60.900 l                          | 65.590 l                          | 90.160 l                                                       |
| Recorregut d'aterratge                            | 1.740 m                           | 1.875 m                           | 1.813 m                                                        |
| Abast operatiu (màxima càrrega)                   | 3.680 milles nàutiques (6.820 km) | 3.680 milles nàutiques (6.820 km) | 3.735 mn (6.920 km)                                            |
| Abast amb pes màxim (màxim combustible)           | 3800 mn (7.040 km)                | 4.700 mn (8.704 km)               | 5.750 mn (10.650 km)                                           |
| Velocitat de creuer                               | 540 nusos (1000 km/h)             | 540 nusos (1000 km/h)             | 525 nusos (972 km/h)                                           |
| Amplada del fuselatge                             | 3,76 m                            | 3,76 m                            | 3,76 m                                                         |
| Propulsors (4 x)                                  | Pratt & Whitney J57: 53,3 kN)     | Pratt & Whitney JT3D-1: 75,6 kN   | Pratt & Whitney JT3D-3: 80 kN Pratt & Whitney JT3D-7: 84,4 kN) |

Fonts: